# جاين ويلزي
جاين ويلزي (بالإنجليزية: Jane Welsh)‏ هي ممثلة بريطانية (وحملت سابقاً جنسية المملكة المتحدة لبريطانيا العظمى وأيرلندا)، ولدت في 14 يناير 1905 في المملكة المتحدة، وتوفيت في 27 نوفمبر 2001 بلندن في المملكة المتحدة.

## وصلات خارجية
- جاين ويلزي على موقع IMDb (الإنجليزية)
- جاين ويلزي على موقع قاعدة بيانات الفيلم (الإنجليزية)